# Leucophora shanxiensis
Leucophora shanxiensis este o specie de muște din genul Leucophora, familia Anthomyiidae, descrisă de Fan și Wang în anul 1981. Conform Catalogue of Life specia Leucophora shanxiensis nu are subspecii cunoscute.